# Theodor Helleberg
Theodor Helleberg, född 11 september 1856 i Söderhamn, död 1932, var en svensk väg- och vattenbyggnadsingenjör.
Efter mogenhetsexamen 1875 utexaminerades Helleberg från Teknologiska institutet i Stockholm 1880 och avlade examen för inträde i Väg- och vattenbyggnadskåren 1886. Han var anställd vid Service maritime de la Gironde 1882, länsvägbyggmästare i Norrbottens län 1886–1891, blev löjtnant i Väg- och vattenbyggnadskåren 1887, var avdelningsingenjör vid Statens järnvägsbyggnader i övre Norrland 1891–1893, var statens flottledsingenjör i Norrbottens län 1893–1897, blev kapten 1895, var extra byråingenjör i Väg- och vattenbyggnadsstyrelsen 1897–1899, byråingenjör där 1899, byrådirektör (föredragande i ärenden angående enskilda järnvägar) 1900, distriktschef i Västra väg- och vattenbyggnadsdistriktet från 1901, major samma år och blev överstelöjtnant 1915. Han erhöll uppdrag att utarbeta plan för kanalanläggning från Stora Le till sjön Östen i fortsättning av Dalslands kanal 1905.